# Solokija
Die Solokija (ukrainisch: Солокія, polnisch: Sołokija, im polnischen Oberlauf auch  Załoka) ist ein linker Zufluss des Bug in der Ukraine.

## Geografie
Der rund 71 km (nach anderer Angabe 88 km) lange Fluss entspringt bei Tomaszów Lubelski im Roztocze in der polnischen Woiwodschaft Lublin, fließt in südöstlicher Richtung ab, biegt kurz vor der Grenze zur Ukraine nach Nordosten ab, überschreitet knapp vor Uhniw (Угнів) die gegenwärtige Grenze (das hier von der Solokija durchflossenen Gebiet wurde bei dem Gebietsaustausch 1951 an die damalige Sowjetunion abgegeben) und fließt weiter in östlicher Richtung durch die Kleinstadt Bels (Белз) und weiter bis zur Mündung in den Bug knapp südlich von Tscherwonohrad (Червоноград, bis 1951 Krystynopol).
Das Einzugsgebiet wird mit 939 km² angegeben.